# RenoEnergie
RenoEnergie, a.s. je česká společnost zaměřená na výrobu a prodej energie z obnovitelných zdrojů. Společnost staví, vlastní a provozuje malé vodní a fotovoltaické elektrárny. Od svého vzniku investovala do těchto zdrojů více než 1 miliardu Kč, když do roku 2014 získala dotace ve výši přes 350 mil. Kč.
Majoritním vlastníkem společnosti je Miroslav Dvořák (v současné době předseda představenstva státem vlastněné společnosti Český aeroholding, dříve předseda představenstva společností Letiště Praha a České aerolinie a člen správní rady ČD Cargo). Společnost byla založena 27. ledna 2004. Její sídlo se nachází v Praze-Podolí na pozemku koupeném od podnikatele Romana Janouška.
Společnost vlastní a provozuje následující elektrárny:
| název                             | typ           | instalovaný výkon (MW) | spuštění |
| --------------------------------- | ------------- | ---------------------- | -------- |
| MVE Libočany                      | vodní         | 0,67                   | 2006     |
| MVE Bulhary                       | vodní         | 0,72                   | 2007     |
| FVE Hodonice                      | fotovoltaická | 2,15                   | 2009     |
| 1. FVE Troskotovice               | fotovoltaická | 1,10                   | 2009     |
| MVE Lovosice - Píšťany I          | vodní         | 2,93                   | 2010     |
| MVE Beroun                        | vodní         | 0,72                   | 2011     |
| MVE Čelákovice                    | vodní         | 0,80                   | 2011     |
| MVE Doudlevce                     | vodní         | 0,22                   | 2012     |
| MVE Klášterský Mlýn               | vodní         | 0,28                   | 2012     |
| MVE Plzeň - Hradiště              | vodní         | 0,18                   | 2013     |
| MVE Roudnice nad Labem - Vědomice | vodní         | 4,50                   | 2013     |
| celkem                            | celkem        | 14,28                  |          |

## Hospodaření společnosti
V roce 2008 činily tržby společnosti 19 milionů korun, což představuje meziroční nárůst o 75 %. Bilanční suma dosáhla výše 160 milionů korun, z toho vlastní kapitál 46 milionů korun. Na malé vodní elektrárny získala v letech 2006-2008 od příslušných ministerstev dotaci přesahující 60 milionů korun, 26. listopadu 2008 byla schválena dotace ve výši 100 milionů korun projekt MVE Lovosice - Píšťany V roce 2009 čerpala RenoEnergie dotace 66 milionů korun, v roce 2010 pak 90 milionů korun. Do roku 2014 získala dotace v celkové výši 365 mil. Kč.